# Pallacanestro agli Island Games 2017
Il torneo di pallacanestro agli Island Games 2017, si è svolto sull'Isola di Gotland, nel 2017.

## Medagliere
| Posiz. | Nazione      | Oro | Argento | Bronzo | Totale |
| ------ | ------------ | --- | ------- | ------ | ------ |
| 1      | Isole Cayman | 1   | 0       | 0      | 1      |
| 1      | Minorca      | 1   | 0       | 0      | 1      |
| 3      | Gibilterra   | 0   | 1       | 0      | 1      |
| 3      | Gotland      | 0   | 1       | 0      | 1      |
| 5      | Guernsey     | 0   | 0       | 1      | 1      |
| 5      | Saaremaa     | 0   | 0       | 1      | 1      |
| Totale | Totale       | 2   | 2       | 2      | 6      |